# Nguyễn Thụy Nga
Nguyễn Thụy Nga (1925–2018), còn có bí danh là Nguyễn Thị Vân hay Bảy Vân, là một nhà báo, nhà hoạt động cách mạng Việt Nam và là người vợ thứ hai của cố Tổng Bí thư Đảng Cộng sản Việt Nam Lê Duẩn. Bà chủ yếu sống và làm việc tại miền Nam sau khi kết hôn, nên thường được gọi là "người vợ miền Nam" của Lê Duẩn. Trong những năm cuối đời, bà để lại một bản hồi ký chưa được xuất bản rộng rãi, cung cấp nhiều tư liệu về cuộc đời của Lê Duẩn cũng như bối cảnh chính trị – xã hội Việt Nam trong thời kỳ chiến tranh và hậu chiến.

## Thân thế và thiếu thời
Nguyễn Thụy Nga sinh năm 1925 tại xã Tam Hiệp, huyện Vĩnh Cửu, tỉnh Biên Hòa (nay thuộc phường Tam Hiệp, thành phố Biên Hòa, tỉnh Đồng Nai). Bà xuất thân trong một gia đình trí thức; cha của bà là chủ bút tờ báo tiếng Pháp La Tribune Indigène (Diễn đàn bản xứ) thời thuộc địa. Từ nhỏ, Nguyễn Thụy Nga đã sớm tiếp xúc với phong trào cách mạng: gia đình bà thường đón các chiến sĩ cộng sản về trú ẩn, và bà tham gia làm giao liên từ tuổi thiếu niên. Mới 14 tuổi, bà đã bí mật mang truyền đơn, vũ khí, vàng bạc trong cặp sách đến cho lực lượng kháng chiến, nhiều lần thoát hiểm trong gang tấc. Sau Cách mạng Tháng Tám 1945, hưởng ứng lời kêu gọi Nam Bộ kháng chiến, Nguyễn Thụy Nga rời gia đình để tham gia Việt Minh khi vừa tròn 20 tuổi, mang theo hành trang chỉ là một tà áo dài tím của nữ sinh.
Tham gia chống Pháp ở Nam Bộ, Nguyễn Thụy Nga công tác trong Hội Phụ nữ Cứu quốc Việt Nam và nhanh chóng trở thành một cán bộ nòng cốt. Năm 25 tuổi (1950), bà được bầu làm Tỉnh ủy viên Tỉnh ủy Cần Thơ và giữ chức Hội trưởng Hội Phụ nữ Cứu quốc tỉnh Cần Thơ. Trước đó, bà cũng từng làm Hội trưởng Hội Phụ nữ Cứu quốc tỉnh Bạc Liêu. Ngoài ra, bà trực tiếp tham gia công tác tuyên truyền cách mạng ở chiến trường Nam Bộ. Trong giai đoạn cuối của cuộc Chiến tranh Đông Dương, Nguyễn Thụy Nga giữ cương vị Bí thư Đảng đoàn Phụ nữ tỉnh Cần Thơ và Ủy viên Tỉnh ủy Cần Thơ, góp phần vận động phụ nữ tham gia kháng chiến.

## Kết hôn
Nguyễn Thụy Nga gặp Lê Duẩn (khi đó là Bí thư Xứ ủy Nam Bộ) lần đầu vào khoảng năm 1948 tại một hội nghị cán bộ ở Đồng Tháp Mười. Thời điểm này, bà từng có một mối quan hệ tình cảm trước đó, và theo một số nguồn, bà vẫn giữ thái độ kín đáo và tôn trọng mối tình ấy. Lê Duẩn được cho là ấn tượng trước sự thủy chung và nhân cách của bà, từng bày tỏ: "Nếu có lấy vợ, tôi thích người có tình nghĩa thủy chung như chị Nga". Sau một thời gian công tác và tiếp xúc, Nguyễn Thụy Nga dần đồng cảm với quan điểm và lý tưởng của Lê Duẩn. Đến năm 1950, bà chấp thuận trở thành vợ ông. Đám cưới được tổ chức đơn giản bên bờ kênh tại chiến khu U Minh, do Phạm Hùng chủ trì và Lê Đức Thọ làm mối. Trong ngày cưới, Lê Duẩn đã đọc tặng vợ một bài thơ do chính ông sáng tác, bày tỏ sự gắn bó keo sơn "tơ tình ta với ta" của đôi vợ chồng cách mạng:
Hỡi cô con gái Đồng Nai,

Năm nay là mấy năm rồi cô yêu?

Hôm qua gió lạnh đìu hiu

Lòng cô man mác trăm chiều nhớ thương.

Hôm nay trời tạnh mây vương,

Gió xuân đầm ấm, mùi hương đậm đà.

Tơ tình ta lại với ta,

Say sưa bao xiết là ta với mình.

Cho hay là giống hữu tình,

Đố ai cắt được tơ mành làm đôi!

Cuộc hôn nhân này diễn ra trong bối cảnh đặc biệt: trước đó, Lê Duẩn đã kết hôn từ năm 1929 với bà Lê Thị Sương và có con. Tuy nhiên, trong bối cảnh chiến tranh và chia cắt, ông bị thất lạc liên lạc với gia đình trong nhiều năm. Sau này khi ra Bắc, mối quan hệ giữa Lê Duẩn và Nguyễn Thụy Nga từng gây ra một số tranh luận, trong bối cảnh Đảng và Nhà nước Việt Nam Dân chủ Cộng hòa khi đó nhấn mạnh nguyên tắc một vợ một chồng trong hàng ngũ cán bộ.

## Tập kết ra Bắc
Sau Hiệp định Genève 1954, chấp hành quyết định tập kết, bà cùng hai con nhỏ là Lê Vũ Anh và Lê Kiên Thành lên tàu Ba Lan Kiliński ra Bắc, trong khi chồng bà là ông Lê Duẩn bí mật ở lại miền Nam tiếp tục lãnh đạo cách mạng. Bà từng bày tỏ mong muốn được ở lại cùng chồng, song chấp nhận ra Bắc sau khi được ông thuyết phục về những khó khăn và nguy cơ lộ bí mật nếu mang theo gia đình. Việc chia tay diễn ra trên boong tàu tập kết tại miền Tây Nam Bộ. Sau khi tàu rời bến được vài giờ, Lê Duẩn quay trở lại đất liền bằng ca nô, để vợ con tiếp tục hành trình ra Bắc. Theo lời kể được trích lại trong một số nguồn báo chí, ông dặn dò bà chăm sóc con cái và nhấn mạnh lý do ở lại là vì trách nhiệm với đồng chí, đồng bào.
Đặt chân tới miền Bắc, Nguyễn Thụy Nga tạm thời ở nhờ nhà Phạm Hùng. Bà được bố trí công tác tại báo Phụ nữ, phụ trách mục tin tức về Nam Bộ, nơi bà dồn nỗi nhớ quê hương vào các trang viết. Tuy nhiên, do hoàn cảnh đặc thù "vợ hai" của một lãnh đạo cấp cao, bà gặp không ít khó khăn trong môi trường xã hội miền Bắc thời bấy giờ. Lúc này, người vợ đầu tiên của Lê Duẩn là bà Lê Thị Sương cùng các con riêng của ông đang sinh sống tại vùng tự do và được coi là gia đình hợp pháp theo pháp luật miền Bắc. Nguyễn Thụy Nga không được công khai với tư cách vợ chính thức của Lê Duẩn, và cũng không xuất hiện cùng ông trong các hoạt động xã hội. Năm 1957, trước khi Lê Duẩn ra Bắc nhận nhiệm vụ mới, tổ chức đã cử cán bộ gặp Nguyễn Thụy Nga để đề nghị bà chủ động chấm dứt quan hệ hôn nhân, căn cứ theo tinh thần của Luật Hôn nhân và Gia đình (sau đó ban hành năm 1959) quy định chế độ một vợ một chồng. Theo lời kể lại, bà từ chối đưa ra quyết định đơn phương, cho rằng đó là chuyện riêng cần được bàn bạc giữa hai vợ chồng.

## Du học Trung Quốc
Khi Lê Duẩn tập kết ra Bắc và đoàn tụ với vợ con sau hơn hai năm xa cách, hai người có cuộc trao đổi thẳng thắn về đề nghị từ cấp trên. Một số nguồn cho biết ông phản đối ý kiến chia tay, cho rằng điều đó đi ngược lại quan điểm về đạo đức cách mạng và trách nhiệm gia đình. Cuối cùng, hai người tiếp tục duy trì quan hệ hôn nhân. Tuy tiếp tục chung sống với Lê Duẩn, Nguyễn Thụy Nga vẫn phải đối mặt với nhiều áp lực từ xã hội và gia đình. Dù được bà Lê Thị Sương chấp nhận và xem như em gái, một số người con riêng của Lê Duẩn với bà Sương được cho là không chấp nhận sự hiện diện của bà Nga. Theo lời kể lại, có lần bà phải tạm rời khỏi nhà sau một mâu thuẫn liên quan đến con riêng của chồng. Bà sang tá túc nhà một người bạn là Ngô Thị Huệ (thường gọi là Bảy Huệ), vợ ông Nguyễn Văn Linh, trước khi được động viên trở về nhà. Trước sức ép từ nhiều phía, mà chủ yếu là bởi "chuyện ghen tuông muôn thuở", Nguyễn Thụy Nga quyết định tạm thời rời xa gia đình để đi học nghiệp vụ báo chí tại Trung Quốc, trong khi đang mang thai người con thứ ba. Sau khi đến Bắc Kinh, bà được tuyển vào học tại khoa Báo chí thuộc Đại học Bắc Kinh.
Trong 5 năm ở Bắc Kinh, Nguyễn Thị Nga vừa học tập, vừa tham gia quản lý lưu học sinh Việt Nam. Vào dịp Tết Nguyên Đán năm 1958, bà sinh con trai út và đặt tên là Lê Kiên Trung. Theo lời kể của bà, chữ "Trung" mang ý nghĩa "trung trinh", thể hiện tình yêu giữa hai vợ chồng. Một thời gian sau, hai con lớn của bà cũng được gửi sang Trung Quốc đoàn tụ với mẹ để thuận tiện chăm sóc. Thời gian học tập tại nước ngoài được Nguyễn Thụy Nga mô tả là gặp nhiều khó khăn cả về vật chất lẫn tinh thần. Điều kiện sinh hoạt khắc nghiệt nơi xứ người đã buộc bà phải gửi hai con lớn phải trở về Hà Nội sau một thời gian ngắn, và người con út cũng được đưa về nước khi lâm bệnh. Một mình ở lại Bắc Kinh, bà tiếp tục việc học trong hoàn cảnh cô đơn.
Năm 1960, khi Lê Duẩn sang Bắc Kinh công tác cùng Trường Chinh và Hồ Chí Minh, hai vợ chồng mới có dịp gặp lại sau nhiều năm xa cách. Trong chuyến đi này, Nguyễn Thụy Nga lần đầu tiên được xuất hiện công khai bên chồng tại Nhà khách Quốc gia Điếu Ngư Đài. Tại đây, bà đã có cơ hội gặp gỡ và gây ấn tượng với Mao Trạch Đông. Hồ Chí Minh cũng khuyến khích bà đứng gần Lê Duẩn để chụp ảnh, nói rằng "vợ chồng phải như chim liền cánh cây liền cành". Cũng theo sắp xếp của Hồ Chủ tịch, bà đã chụp ảnh chung và đứng cạnh các phu nhân lãnh đạo Trung Quốc như Đặng Dĩnh Siêu (vợ Thủ tướng Chu Ân Lai) và Vương Quang Mỹ (vợ Chủ tịch Lưu Thiếu Kỳ). Sự kiện này mang lại cho Nguyễn Thụy Nga cảm giác lần đầu được thừa nhận như một "người vợ chính thức" của Lê Duẩn – điều mà trong suốt thời gian dài trước đó, bà chưa từng có được.

## Trở về nước
Sau 5 năm ở Trung Quốc, Nguyễn Thụy Nga trở về Việt Nam và nhận công tác tại ban biên tập của tờ Hải Phòng Nhật báo. Tuy nhiên, những căng thẳng gia đình không giảm bớt, bà đã đề nghị và được Lê Duẩn đồng ý cho trở lại miền Nam để tham gia cuộc đấu tranh. Điều này đồng nghĩa với việc bà một lần nữa phải để lại các con cho chồng chăm sóc. Bà lên đường trên một "tàu không số" chở vũ khí vượt biển Đông. Sau sự kiện Vũng Rô vào tháng 2 năm 1965, khiến Hải quân Hoa Kỳ tăng cường tuần tra, con tàu chở bà Nga nhiều lần phải vòng ra hải phận quốc tế, chuẩn bị phương án tự hủy để tránh bị bắt. Suốt hai tháng lênh đênh giữa biển, tàu của bà mới đến được bến Cà Mau an toàn.
Trở lại chiến trường Nam Bộ, Nguyễn Thụy Nga tiếp tục hoạt động với vai trò một nhà báo cách mạng. Bà làm Tổng Biên tập tờ báo Giải Phóng khu Tây Nam Bộ, tham gia Ban Tuyên huấn Khu ủy Tây Nam Bộ và đồng thời là Phó Ban Phụ vận Khu Tây Nam Bộ trong những năm chiến tranh leo thang. Nguyễn Thuỵ Nga mô tả giai đoạn sau Tết Mậu Thân 1968 là những "ngày đen tối nhất của cách mạng" ở miền Tây Nam Bộ. Trong thời gian này, bà lặn lội công tác trong rừng U Minh, đồng bằng sông Cửu Long, bất chấp bom đạn từ máy bay và sự truy lùng gắt gao của đối phương. Nguyễn Thụy Nga nhiều lần thoát chết trong gang tấc; thậm chí chính quyền Việt Nam Cộng hoà còn in phóng đại ảnh của bà trên các tờ lệnh truy nã ghi rõ tên thật (Nguyễn Thúy Nga), bí danh (Nguyễn Thị Vân) và mô tả bà là "vợ của lãnh tụ số 1 Cộng Sản Bắc Việt về nằm vùng". Trong những năm tháng ấy, bà vẫn giữ liên lạc mật thiết với chồng ở Hà Nội qua những lá thư. Đáng chú ý, ngoài những lời thăm hỏi gia đình, thư của Lê Duẩn gửi cho vợ còn bao gồm cả những chỉ đạo chiến lược như phương thức xây dựng căn cứ địa, cách tổ chức tiến công và giành thắng lợi từng phần.
Sau khi đất nước thống nhất năm 1975, bà Nguyễn Thụy Nga tiếp tục làm việc tại miền Nam. Mối quan hệ giữa bà và gia đình lớn của Lê Duẩn dần trở nên ổn định hơn. Theo lời kể của Lê Kiên Thành (con trai bà Nga), bà Lê Thị Sương – vợ trước của Lê Duẩn – sống tại quê nhà nhưng vẫn quan tâm đến các con riêng của chồng. Bà được mô tả là không phân biệt đối xử, chăm lo đời sống sinh hoạt và học hành cho các con như con ruột. Về phần Nguyễn Thụy Nga, sau năm 1975, bà tiếp tục công tác tại miền Nam trong khi Lê Duẩn sống và làm việc tại Hà Nội, nên hai người thường xuyên sống xa nhau. Bà giữ cương vị Ủy viên Ban Thường vụ Tỉnh ủy, Trưởng ban Tuyên huấn – Khoa giáo Tỉnh ủy An Giang, góp phần khôi phục và phát triển công tác tư tưởng, văn hóa ở địa phương thời hậu chiến. Vài năm sau, bà chuyển về công tác tại Sài Gòn – Gia Định, giữ chức Phó Tổng Biên tập phụ trách hành chính – trị sự của báo Sài Gòn Giải Phóng cho đến khi nghỉ hưu. Sau khi Lê Duẩn qua đời năm 1986, Nguyễn Thụy Nga sống cùng con cháu tại Thành phố Hồ Chí Minh, giữ cuộc sống tương đối kín đáo.

## Cuối đời
Sau khi nghỉ hưu, bà Nguyễn Thụy Nga sống thầm lặng, dành thời gian viết hồi ký ghi lại chặng đường hoạt động và những kỷ niệm cuộc đời. Hồi ký của bà – mang tựa đề Bên nhau trọn đời – cho thấy góc nhìn gần gũi về Lê Duẩn và gia đình, đồng thời trải lòng về những hy sinh thầm lặng của người phụ nữ trong hoàn cảnh đặc biệt. Nhà sử học Nguyễn Thị Liên Hằng (Đại học Columbia, Hoa Kỳ) trong thời gian tìm tài liệu cho cuốn Hanoi's War từng được tiếp cận bản thảo hồi ký chưa xuất bản của Nguyễn Thụy Nga và đánh giá rằng tài liệu này giúp "phác họa đầy đủ hơn" chân dung cố Tổng Bí thư Lê Duẩn. Theo Liên Hằng, hồi ký của bà Nga cung cấp nhiều chi tiết cá nhân và chuyên môn về cuộc đời Lê Duẩn (như trích đoạn thư từ giữa hai người và những bình luận của bà về sự nghiệp của chồng).
Bà Nguyễn Thụy Nga qua đời vào ngày 26 tháng 10 năm 2018 tại Bệnh viện Thống Nhất, Thành phố Hồ Chí Minh, hưởng thọ 93 tuổi. Tang lễ của bà được tổ chức tại Nhà tang lễ Thành phố Hồ Chí Minh, với sự tham dự của nhiều lãnh đạo Đảng, Nhà nước. Trong suốt sự nghiệp của mình, Nguyễn Thụy Nga đã được Nhà nước Việt Nam trao tặng nhiều danh hiệu như: Huân chương Độc lập hạng Nhất, Huân chương Kháng chiến chống Pháp hạng Nhì, Huân chương Kháng chiến chống Mỹ hạng Nhì, Huân chương Giải phóng hạng Nhất, cùng các Huy hiệu Thành đồng Tổ quốc, Huy hiệu Nam Bộ kháng chiến và Huy hiệu 70 năm tuổi Đảng.